# 何塞·米格尔·巴罗斯
何塞·米格尔·巴罗斯·弗兰科（西班牙語：José Miguel Barros Franco，1924年8月7日—2020年2月2日），智利律师、外交官，前驻美国大使（1978年－1981年）。

## 生平
1924年生于聖費爾南多。曾在巴罗斯·阿拉纳国立寄宿学校学习。1945年进入外交部工作。1951年毕业于智利大学法学专业，并成为最高法院律師。曾在美国乔治城大学和荷兰海牙國際法學院留学。1976年至1978年，任智利驻荷兰大使。1978年至1981年，任驻美国大使。1981年至1983年，任驻秘鲁大使。1990年至1994年，任驻法国大使。
1977年当选智利历史院院士。2009年至2013年，任智利历史院院长。
2020年2月2日在圣地亚哥逝世，终年95岁。